# Pylaisiobryum abyssinicum
Pylaisiobryum abyssinicum är en bladmossart som beskrevs av Cufodontis 1951. Pylaisiobryum abyssinicum ingår i släktet Pylaisiobryum och familjen Entodontaceae. Inga underarter finns listade i Catalogue of Life.